# Pałac w Nowym Duninowie
Pałac w Nowym Duninowie – pałac znajdujący się w Polsce w Nowym Duninowie, w powiecie płockim.
Wybudowany w latach 1862–1876 w stylu neorenesansowym. W latach 1945–1994 mieściła się tu szkoła podstawowa. Obecnie pałac jest w ruinie.